# 王颂蔚家族
王颂蔚家族，是中國蘇州的一個家族，屬於蘇州東山莫厘王氏，家族成员多为知識份子，其中多人為中國科學院院士。

## 家族成員
- 王颂蔚——王鏊第十三世孙，娶谢长达：苏州振华女中创办人[1][2]，苏州女权运动先驱者[2]
  - 长子王季烈，中國翻译家
    - 季烈子王守泰

  - 次子王季同[2]，中国第一个在国际数学杂志上发表论文的科学家，娶管尚德，生五女王明贞不久去世[1][2]，後娶管尚德之妹管尚孝
    - 季同三女王淑贞，中國婦產科權威
    - 季同四子王守竞[2]，中国机械工业的创始人
    - 季同五女王明贞[2]，清华大学第一位女教授
    - 季同七女王守璨；女婿中国科学院院士陆学善[2]
    - 季同九子王守融，中国精密机械仪器专家[2]
    - 季同十子王守武，中国科学院院士[2]。
    - 季同十二子王守觉，也是中国科学院院士[2][3]。
    - 季同其餘5子女夭折或早逝[2]

  - 三子王季鋆，早殇
  - 四子王季点（1879年－1966年）
  - 五子王季绪（1881年－1952年）
  - 长女王季昭
  - 次女王季茝，中国化学家
  - 三女王季玉（1885年－1967年），苏州振华女中校長[4]
  - 四女王季山（1887年－1949年）嫁何澄
    - 季山之女何泽慧，中國物理學家，中国科学院院士[4]，嫁錢三強：中国科学院院士
      - 泽慧子钱思进，北京大学物理学院教授[5]

    - 季山之女何怡貞：中国物理学家，嫁葛庭燧：中国科学院院士

  - 五女王季常（1890年－1974年）